# 398
| [ Edytuj tabelę ] |                              |
| Cesarz Bizancjum  | - 395 Arkadiusz 408          |
| Władca Guptów     | - 375 Ćandragupta II 414     |
| Chan Hunów        | - 390 Uldin 411              |
| Władca Korei      | - 391 Kwanggaet’o Wielki 413 |
| Papież            | - 384 Syrycjusz 399          |
| Król Persji       | - 388 Bahram IV 399          |
| Cesarz Rzymu      | - 395 Flawiusz Honoriusz 423 |
| Król Wandalów     | - 359 Godigisel 406          |
| Król Wizygotów    | - 395 Alaryk 410             |

Rok 398 / CCCXCVIII
stulecia: III wiek ~
IV wiek ~
V wiek

lata: 388 «
393 «
394 «
395 «
396 «
397 «
398
» 399
» 400
» 401
» 402
» 403
» 408

## Wydarzenia
Cesarstwo rzymskie
- Bitwa nad rzeką Ardalio w trakcie powstania Gildona przeciwko Rzymowi.
- Flawian został patriarchą Antiochii.

Azja
- W chińskim regionie Szantung powstało Południowe Yan, jedno z Szesnastu Królestw.

## Urodzili się
- Fan Ye, chiński historyk (zm. 446).

## Zmarli
- Aleksandra z Egiptu, pustelnica.
- Dydym Aleksandryjski, chrześcijański pisarz i teolog.
- Marcelina z Trewiru, dziewica.